# Historia de California

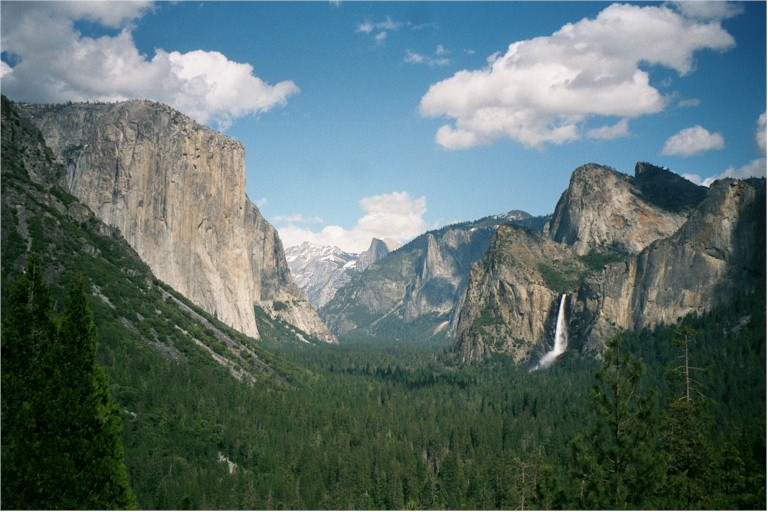
Valle de Yosemite, en California.

La historia de California comenzó con los nativos americanos que llegaron primero a California hace unos 13.000-15.000 años atrás. La exploración y asentamiento de los europeos a lo largo de las costas y de los valles del interior comenzó en el siglo XVI con la llegada de los españoles; California fue provincia de Nueva España. California fue anexada a los Estados Unidos bajo los términos del Tratado de Guadalupe Hidalgo en 1848 tras la derrota de México en la Intervención estadounidense en México, causando la expansión hacia el oeste por parte de los Estados Unidos. Con la intensificación de la Fiebre de oro de California, en la década de 1850, California se sumó a la Unión como un estado en 1850. A finales del siglo XIX. California seguía siendo en gran parte rural y agrícola, pero tenía una población de alrededor de 1,4 millones de europeos.

## Antes del contacto europeo

### Pasado remoto
El modelo más comúnmente aceptado de migración al Nuevo Mundo es que los pueblos de Asia cruzaron el estrecho de Bering hacia América hace unos 16 500 años. Se sigue debatiendo sobre cuando llegaron los primeros seres humanos a la actual California.
Los restos del hombre de Arlington Springs en la isla de Santa Rosa se encuentran entre los restos de una habitación muy temprana, de fecha a la glaciación Wisconsin (la más reciente Edad de Hielo) sobre 13 000 años atrás.

### Pueblos indígenas poco antes del contacto

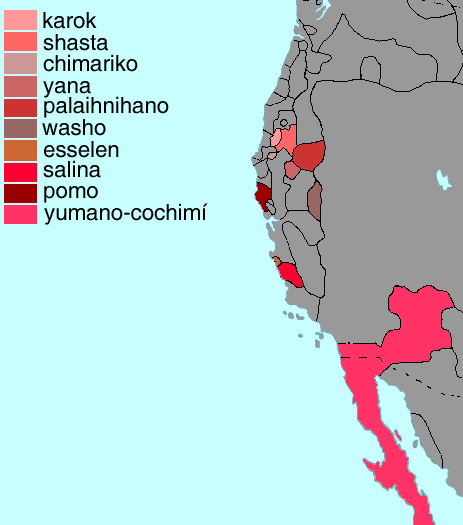
Mapa de familias lingüísticas demostradas de California, en tonos rojos las familias que se han propuesto formaría parte de la macrofamilia hokana, presumiblemente los primeros grupos que ocuparon California.

Los datos etnográficos y lingüísticos recogidos por los antropológos, demuestran que California era una de las ecorregiones más diversas de Norteamérica a la llegada de los europeos. En total, unas 30 tribus o grupos étnicos vivieron en lo que hoy es California, tal vez se reunieron en seis idiomas diferentes grupos familiares. Estos grupos incluyen los primeros que llegaron que presumiblemente fueron los de la familia hokana (liquidación en el extremo norte montañoso y la cuenca del río Colorado en el sur del país), y el recién llegados pueblos utoaztecas procedentes posiblemente del desierto del sureste. Algunos grupos, cuya lengua se ha clasificado tentativamente dentro de la macrofamilia penutia procederían de Oregón o de más al norte. Toda esta diversidad cultural, como se ha mencionado, fue una de las más altas de América del Norte, y fue probablemente el resultado de una serie de invasiones y migraciones durante los últimos 10 000 o 15 000 años. En el momento del primer contacto europeo, los grupos lingüísticos de California incluían además del macro-hokano y el utoazteca, el chumash, el maidu, el yokuts-miwok-ohlone (yok-uti), klamath-modoc, shasta, el wintu, el coos, el álgico californiano y el atabasco californiano, entre otras. Además, existía un importante número de grupos étnicos que hablaban lenguas aisladas para las cuales no se pudieron encontrar parentescos con otras lenguas.
Los grupos étnicos californianos comerciaban con grano, y usaban para el comercio conchas de mejillones utilizando herramientas de piedra. Los grupos étnicos californianos del amplio Valle Central y las colinas que lo rodean desarrollaron una temprana  agricultura, basada en la quema de los pastizales para fomentar el crecimiento de plantas silvestres comestibles, especialmente robles. Las bellotas de estos árboles fueron machacadas en un polvo, ácido y el tanino lixiviado para hacer harina comestible. Las tribus que vivían en las montañas del norte y el este se basaron en gran medida en la pesca  del salmón y la caza. Además la existencia de rocas volcánicas en California permitió la recolección de la obsidiana tanto para ellos como para el comercio. Los desiertos del sureste fueron el hogar de las tribus que aprendieron a prosperar en el duro medio ambiente, haciendo uso cuidadoso de las plantas ubicadas en los oasis y a lo largo de los cursos de agua.
La situación de todas estas personas sigue siendo dinámica. En el pasado se habían dedicado tanto al comercio de esclavos y la guerra entre ellos, alternándose con períodos de relativa paz. En total, se calcula que en los tiempos de contacto frecuente con europeos, hacia el 1700, habría unos 300 mil nativos americanos dentro de lo que hoy es California.

## Nueva España (1530-1821)
Los primeros exploradores europeos, que enarbolaban la bandera de la Monarquía católica, navegaron a lo largo de la costa de California desde principios del siglo XVI hasta mediados del siglo XVIII.  Los primeros asentamientos fueron la Misión de San Bruno y la Misión Nuestra Señora de Loreto Conchó; eventualmente desde Nueva España se mandó a fundar asentamientos como San Francisco, La Paz, Monterey y Los Ángeles, entre otros muchas.  España inicialmente centró su atención en las posesiones imperiales de México, Perú y Filipinas.  Confiados en la reclamación de todas las tierras en contacto con el Océano Pacífico (incluyendo California), España envió a explorar a lo largo de la costa de California, que era vista por estos buques exploradores como una costa de pastizales y bosques, con algunos recursos y puertos naturales para atraer a los colonos.
Las otras potencias coloniales de la época, con su interés en zonas más densamente pobladas, prestaron poca atención a esta parte lejana del mundo. A mediados del siglo XVIII, exploradores, tanto rusos como británicos, y comerciantes de pieles comenzaron a invadir los márgenes de la zona.

### Hernán Cortés
En 1530, Nuño Beltrán de Guzmán (Presidente de la primera audiencia) fue informado por un indio esclavo de las Siete Ciudades de Cibola que había calles pavimentadas con oro y plata. Sobre el mismo tiempo, Hernán Cortés fue atraído por las historias de un país maravilloso ahora hacia el noroeste, pobladas por mujeres amazonas y con abundancia de oro, perlas y piedras preciosas. Los españoles presumieron que estos lugares eran uno solo y por ende los mismos.
Una expedición en 1533 descubrió una bahía, probablemente la bahía de "La Paz", antes de experimentar dificultades y volver. Cortés realizó expediciones en 1534 y 1535 sin encontrar la anhelada ciudad.
El 3 de mayo de 1535, Cortés proclamó "la Isla Santa Cruz" (ahora conocida como la península de Baja California Sur), ya establecido fundó la ciudad que más tarde en esa primavera se convertiría en "La Paz".

### Francisco de Ulloa
En julio de 1539, movido por la renovación de esas historias, Cortés envió Francisco de Ulloa a cabo con tres pequeñas embarcaciones. Hizo a la boca del Colorado, y luego navegó alrededor de la península en lo que respecta a Isla de Cedros.
Esta es el primer registro del lugar con el nombre de California, si bien la primera aplicación registrada del nombre "California" se puede hallar en el quinto volumen de un romance de caballería, Amadis de Gaula, organizado por Garci Rodríguez de Montalvo y por primera vez alrededor de 1510, en el que un personaje viaja hasta allí.

### Juan Rodríguez Cabrillo

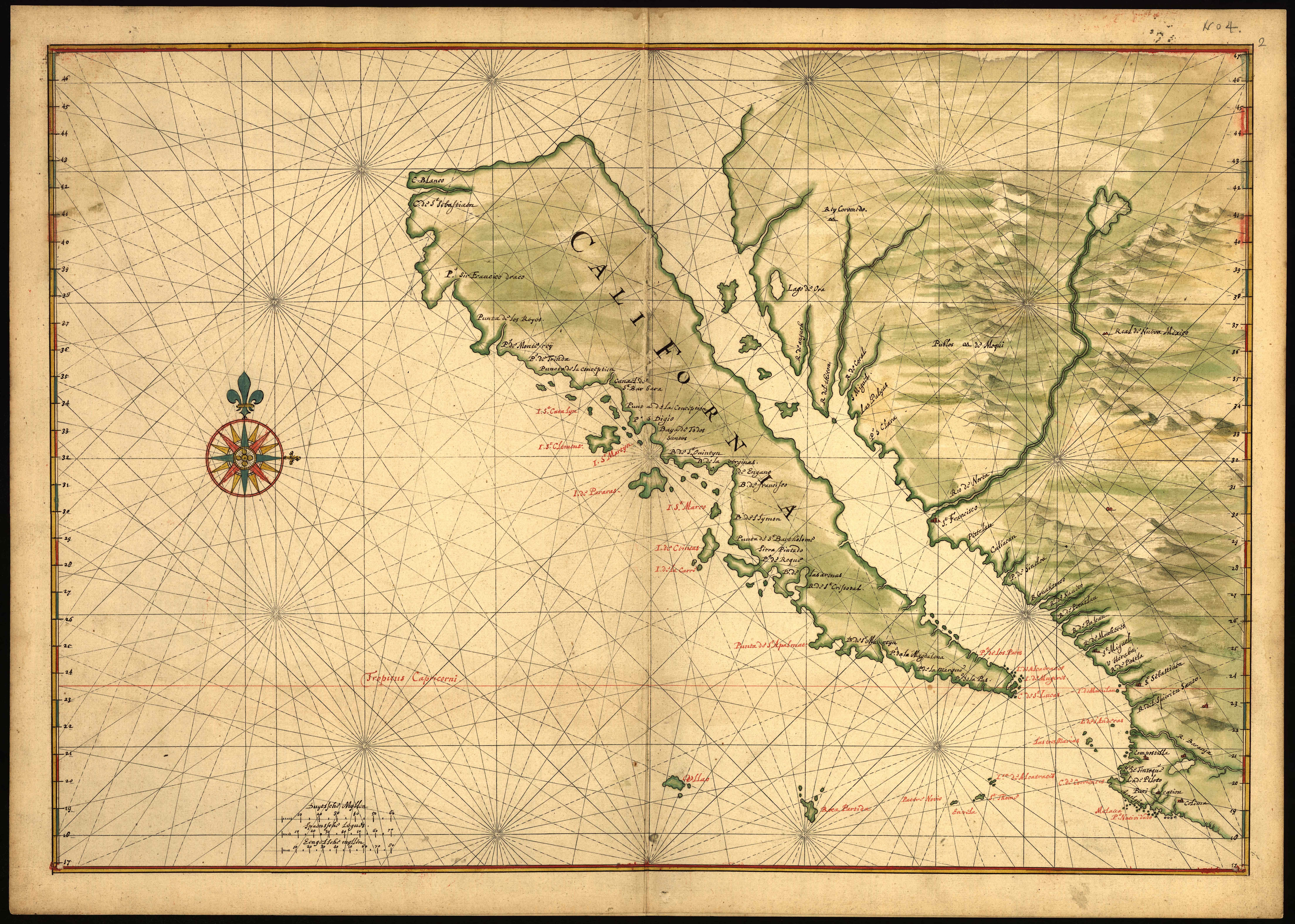
California se muestra como una isla en este mapa de 1650. Las islas más pequeñas situado en el "canal" fueron mencionados en el mito de una pronta y posteriormente incluido por Mapeadores lo largo de los siglos que tuvo fe en que esa región había sido explorada.

En 1542, Juan Rodríguez Cabrillo fue comisionado por Pedro de Alvarado y apoyado por Antonio de Mendoza y Pacheco, primer virrey de la Nueva España, para explorar el Pacífico Norte, la península de Baja California y el Golfo de California o Mar de Cortés, que habían sido descubiertos recientemente y explorados por Francisco de Ulloa, Fernando de Alarcón, Juan de Fuca y Domingo del Castillo. Con esos viajes se había demostrado que la península de Baja California no era una isla, sino que estaba unida a tierra firme y rodeada de agua por un golfo (el de California) y la Mar del Sur (océano Pacífico).
Cabrillo esperaba encontrar la mítica y rica ciudad de Cíbola que se creía existía en algún lugar al norte de la costa del océano Pacífico, además de buscar el inexistente paso o Estrecho de Anián que se decía unía al norte los océanos Pacífico y Atlántico.
El 24 de junio de 1542 en tres buques partió la expedición del puerto de Navidad, Colima (México). Acompañaban a Cabrillo, marineros, soldados, nativos, un sacerdote, alimentos para dos años, animales en pie y mercancías. Cabrillo comandaba la pequeña flota a bordo del San Salvador, buque insignia que él mismo construyó.
Después de zarpar recorrió la costa de Colima y enfiló hacia la península, la cual tuvo a la vista el 3 de julio, arribó a San José del Cabo (Baja California) y ahí se proveyó de agua.
El día 13 del mismo mes descubrió la bahía de Magdalena, a la que nombró como tal. El día 5 de agosto descubrieron la isla de Cedros, en la cual permanecieron hasta el día 10 del mismo mes, prosiguieron su viaje costeando la península de Baja California y levantando mapas, y el día 17 de septiembre llegaron al actual puerto de Ensenada (México), al que nombraron San Mateo.
El 28 de septiembre de 1542, Cabrillo encontró un "puerto muy bueno y seguro"; acababa de descubrir la bahía de San Diego, a la que nombró San Miguel en honor al santo del día. Seis días después prosiguió su viaje de exploración en aguas desconocidas para los europeos. El 6 de octubre estaba en San Pedro y el 9 en Santa Mónica. Ambas poblaciones forman hoy día parte de la zona metropolitana de la ciudad de Los Ángeles.
El día 10 de octubre llegó la expedición a San Buenaventura, el 13 arribaron a Santa Bárbara y llegaron a Punta Concepción el día 17. A causa de los fuertes vientos contrarios, las naves regresaron y se resguardaron en la isla de San Miguel frente a San Buenaventura, no pudiendo avanzar al norte durante varios días. El 11 de noviembre llegaron a Santa María y el mismo día alcanzaron el cabo San Martín que se localiza en el condado de Monterrey.
A causa de los fuertes vientos y tormentas las naves se separaron y después de varios días de búsqueda se reunieron el 15 de noviembre y navegaron sin rumbo, descubriendo bahía de los Pinos, conocida actualmente como bahía de Monterrey.
El 18 de noviembre navegaron hacia el sur, buscando el resguardo de la bahía de la isla de San Miguel, adonde arribaron el día 23. Los siguientes tres meses los pasaron ahí en espera de que pasasen las tormentas de invierno.
Juan Rodríguez Cabrillo murió el día 3 de enero de 1543 en la isla de San Miguel como consecuencia de un brazo que se quebró al caer en una escaramuza contra los nativos. Se cree que sus restos fueron sepultados en la isla Santa Catalina, frente a la ciudad de Los Ángeles.
El 18 de febrero de 1543 la flota enfiló nuevamente hacia el norte bajo el mando de Bartolomé Ferrelo.
Con vientos favorables alcanzaron el 1 de marzo la punta Mendocino, llamada así en honor de Antonio de Mendoza y Pacheco, primer virrey de la Nueva España, patrocinador de la expedición. Punta Mendocino se encuentra cerca del límite norte de California, así que es probable que la expedición traspasara los límites y llegara hasta el vecino estado de Oregón.

### Francis Drake
El 7 de junio de 1579, el corsario y explorador inglés Francis Drake vio un excelente puerto, al que llamó Nova Albion y reclamó en 1579 todas las tierras al norte de punta Loma (actual Point Loma) en nombre de la reina Isabel I de Inglaterra. La ubicación sigue siendo desconocida y ha sugerido múltiples teorías. A pesar de esta reclamación, la región de California fue básicamente ignorada por los poderes europeos en los siguientes 200 años.

### Sebastián Vizcaíno
En 1602, el español Sebastián Vizcaíno exploró la costa de California tan al norte como la bahía de Monterrey, donde poner en tierra. El interior se aventuraron al sur a lo largo de la costa, y se registrará una visita a lo que es probable Carmel Bay. Sus principales contribuciones a la historia del estado fueron los informes de la zona de Monterey como un anclaje y como tierras aptas para la liquidación, así como las detalladas cartas que hizo de las aguas costeras (que se utiliza para casi 200 años).

### La colonia

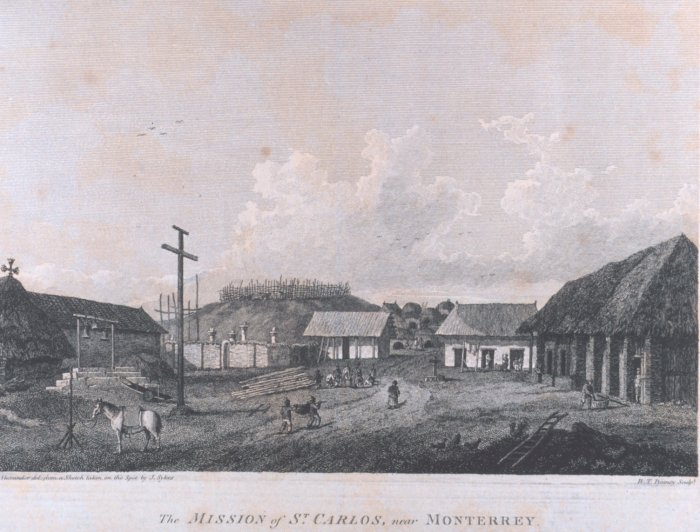
La misión de San Carlos Borromeo de Carmelo en 1792.

#### Colonización española
Los primeros asentamientos novohispanos en California son la Misión de San Bruno de 1684 y la Misión Nuestra Señora de Loreto Conchó de 1697.  El fraile español Fray Junípero Serra aceleró el proceso de colonización cuando fundó la primera misión franciscana en el área de San Diego en 1769. Con el apoyo de una pequeña fuerza militar, el franciscano estableció en poco tiempo más misiones en San Carlos de Monterrey (California) y la bahía de San Francisco. El crecimiento de asentamientos seglares acompañó al desarrollo de las misiones franciscanas. En este mismo período, después de que Gaspar de Portolá descubriera la bahía de San Francisco (entonces llamada bahía de la Bodega) se fundó Yerba Buena, actualmente conocida como San Francisco mientras que Bruno de Heceta y Juan Francisco de la Bodega y Quadra expandían las posesiones españolas californianas hasta la actual isla de Vancouver y San Lorenzo de Nutcas e incluso con la expedición de Alejandro Malaspina zonas meridionales de la actual Alaska. Esta expansión europea tuvo un efecto negativo en los pobladores autóctonos que empezaron a desaparecer con el establecimiento de encomiendas en el área.
Para apoyar el desarrollo agrícola y ganadero del área, los españoles apoyaron el establecimiento de ranchos (latifundios) concedidos gratuitamente, que abarcaban grandes extensiones, pero no tenían muchos habitantes. Esto dio paso al auge de la ganadería de gran proporción en la Alta California.

#### James Cook
El navegante británico James Cook, a medio camino a través de su tercer y último viaje de exploración en 1778, navegó a lo largo de la costa oeste de América del Norte a bordo del HMS Resolution, cartografía de la costa de California hasta el Estrecho de Bering. En 1786 Jean-François de Galaup, conde de La Perouse, dirigido a un grupo de científicos y artistas en un viaje de exploración ordenada por Louis XVI y fueron acogidos en Monterrey. Se compiló una cuenta de la misión del sistema de California, la tierra y el pueblo. Comerciantes, balleneros y misiones científicas seguirían en las próximas décadas.

#### Fin de Nueva España

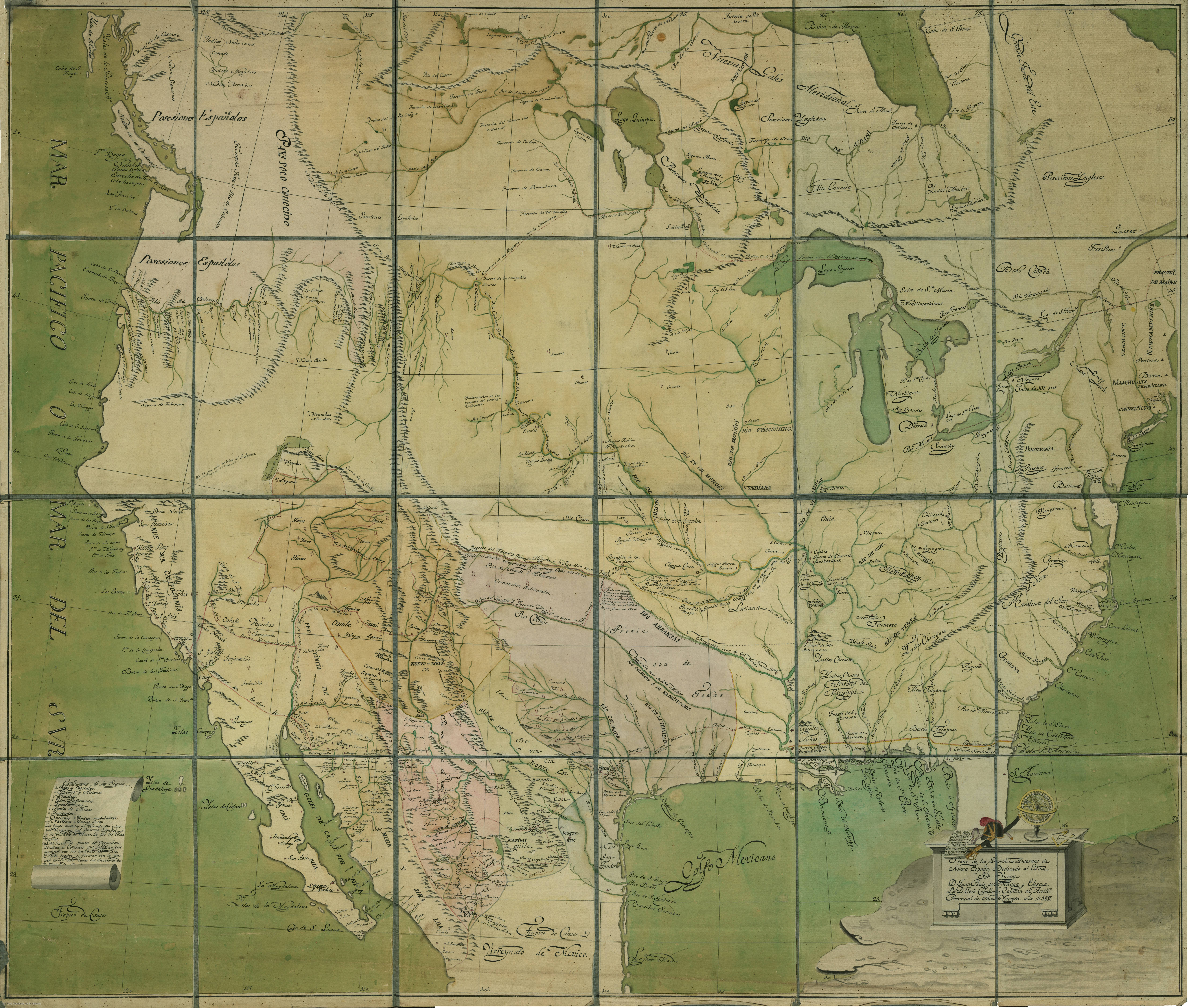
Mapa español de 1817 de las Provincias Interiores de Nueva España que muestra "California" y "Nueva California", hoy llamadas respectivamente Baja California y California.

A principio de los años 1800, colonos rusos entraron al área después de haber reclamado y obtenido Alaska, la presencia rusa se concretó en 1812 en un pequeño fuerte llamado Novo Sebastopol (Nuevo Sebastopol) en el condado de Sonoma, al norte de San Francisco. 
El 24 de noviembre de 1818 el corsario argentino Hipólito Bouchard tomó por 16 días Monterrey (Alta California, en donde se enarboló la Bandera Argentina; poco después, en 1821 el dominio colonial español en la región dio paso al nuevo estado de México, sin embargo se verificaba del mismo modo cada vez más asiduamente el arribo de navíos ingleses y estadounidenses que se dirigían a Vancouver y a las zonas de Seattle y Portland respectivamente. Por el Tratado de Adams-Onís (1819), España renunció en favor de los EE. UU. a los territorios al norte del paralelo 42° norte conformando la línea divisoria entre California y el actual estado de Oregón.

## Período postcolonial

### Provincia mexicana (1821-1824) y Territorio Federal mexicano (1824-1848)

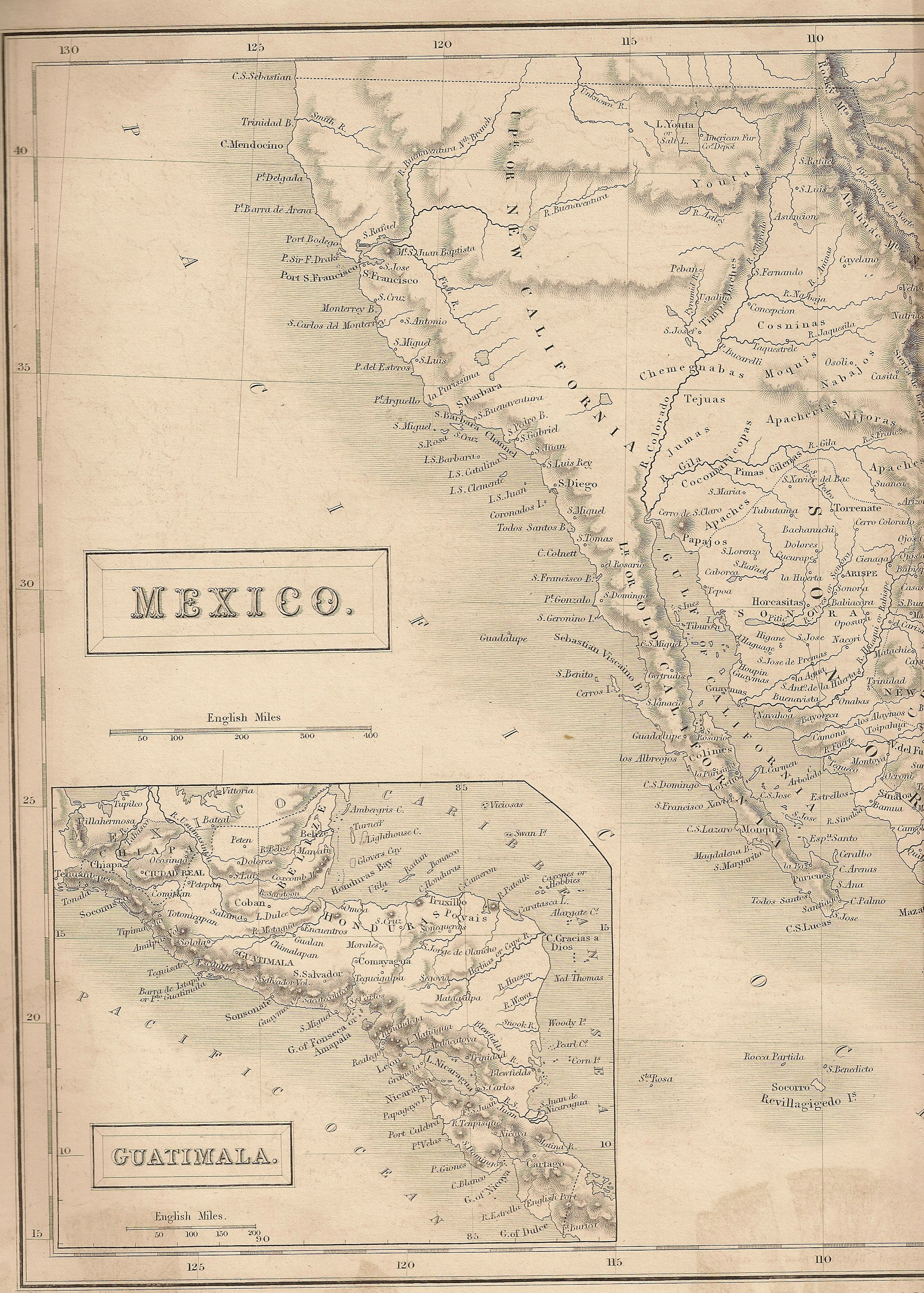
Mapa de la Alta California en 1838, cuando era una provincia de México.

En 1821, California se convirtió en una de las tres provincias interiores que tenía México al norte de Río Grande junto a Texas y Nuevo México, cuando este país obtuvo su independencia. El gobierno secular mexicano pronto acabó con el sistema de las misiones y muchos de los asentamientos fueron abandonados, manteniéndose poco cohesionada la sociedad de los californios. La capital del gobierno mexicano estaba en Monterrey (la otrora llamada San Carlos del Monterrey).
Empero la apertura de los mercados de China, tras la campaña inglesa de la guerra del Opio, y de Japón, tras la expedición del comodoro Perry, hizo muy atractiva la California para los Estados Unidos, que ya se habían repartido el antiguo territorio de Oregón (actuales estados de Washington, Idaho y Oregón con Inglaterra (zona de la actual Columbia Británica).
El control mexicano (reconocido por las potencias antedichas en 1825) sobre la Alta California o Nueva California (actual California estadounidense) acabó cuando un grupo de estadounidenses mandados por Richard Henry Dana y Sutter más el coronel Mariano Vallejo integrantes de la sociedad secreta del Black Bear declararon el 14 de junio de 1846 la independencia de la República de California. Casi inmediatamente los rebeldes permitieron la ocupación de éste por las fuerzas estadounidenses que estaban en guerra con México; aun así en la Alta California se produjo una de las pocas victorias mexicanas (San Pascual).

### Anexión a los Estados Unidos
La derrota mexicana en la Intervención Estadounidense en México obligó al gobierno mexicano por el Tratado de Guadalupe Hidalgo a ceder California a Estados Unidos, junto con las demás Provincias Interiores, en 1848. Ese mismo año se descubrió oro en California, más exactamente en un sitio llamado Coloma dentro del ejido del Sutter's Mill (Molino de Suter), actual Sacramento, y llegaron muchas personas al nuevo territorio estadounidense para buscar oro y probar suerte. En pocos años, los 4.000 habitantes que había, tuvieron que asimilar la fuerte inmigración.
California oficialmente se convirtió en un estado en 1850 y desde ese entonces la capital se localizó en Sacramento, sustituyendo a Monterrey. La entrada de California en la unión fue muy controvertida debido al desequilibrio político que causaba la entrada de un estado no esclavista en el país. Durante algún tiempo se apoyó la idea de dividir al estado en dos: uno esclavista y otro "libre." Tal como ocurriera con Texas y Nuevo México al ser transformados en territorios (y bastante después estados) estadounidenses, sus territorios fueron repartidos entre otros nuevos, por ejemplo con partes de California se creó Nevada y parte de Arizona (esto sin contar los territorios ya cedidos antes de 1825). Al final se llegó a un acuerdo llamado Compromiso de 1850.
Una de las primeras medidas aprobadas por la legislatura de california fue la prohibición del matrimonio entre personas de distinta raza, permitida en la época española y mexicana. Manteniéndose esta prohibición hasta 1948.
El estado se benefició del impacto del descubrimiento de oro, pero eso no calmó las tensiones locales. Las elecciones presidenciales de 1860 demostraron la división estatal, ya que tres candidatos se repartieron los votos, ganando Abraham Lincoln el estado con tan solo el 32% de los votos. El escenario estaba listo para una guerra entre las fuerzas políticas y sociales de Estados Unidos
California impuso en 1854 un nuevo impuesto para los extranjeros que no podían acceder a la naturalización, estando ésta reservada a las “personas libres y blancas”. Una ley de 1882 terminó prohibiendo el ingreso de los trabajadores chinos.

### Guerra civil estadounidense
El inicio de la Guerra de Secesión dividió a los habitantes del estado de California. La mayoría de los residentes anglosajones provenían del sur y del medio oeste estadounidense, áreas que se oponían a la política republicana de Lincoln. Nominalmente el estado se unió a la guerra a favor de la Unión y en contra de la secesión del sur. Sin embargo, muchos californianos se unieron a la causa de los insurgentes.
Finalmente durante la guerra, el gobierno federal logró controlar California y el sentimiento pro-sureño de muchos de los habitantes se empezó a apagar.

### La era del desarrollo
El fin de la guerra en 1865 permitió el desarrollo industrial del estado. La población continuó creciendo, pero pronto una histeria amarilla se hizo presente en el estado. En 1882 el número de inmigrantes asiáticos fue limitado por varias actas que discriminaban especialmente a la población china. Durante la presidencia de Theodore Roosevelt se produjo un tratado diplomático que limitó el número de inmigrantes japoneses.
Gran parte del desarrollo económico del estado se debió a la construcción del ferrocarril transcontinental tras el fin de la guerra. Durante ese mismo período, el gobierno otorgó terrenos baratos a la ciudadanía con el afán de poblar los territorios occidentales.

## sigloXX

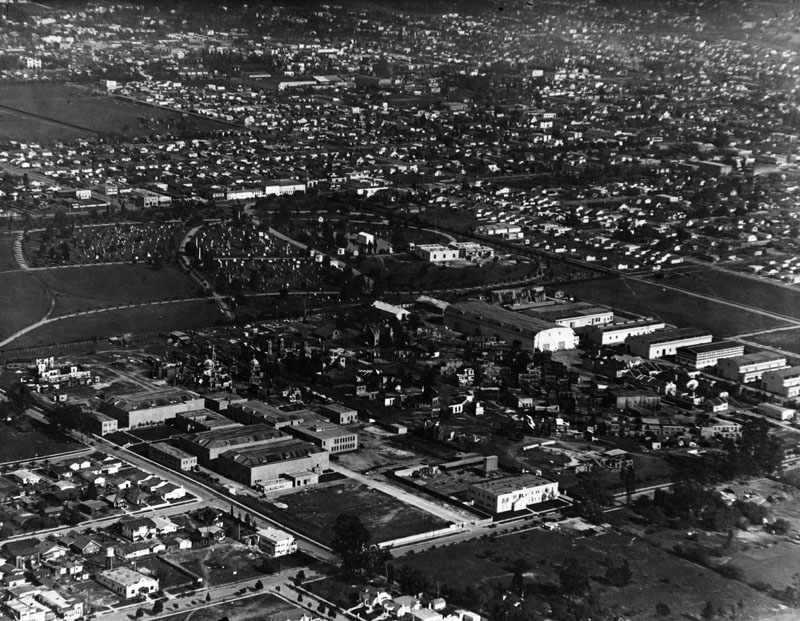
Los estudios de cine de Hollywood en 1922

Durante las primeras tres décadas del siglo XX la economía local continuó creciendo a pasos agigantados. Hollywood empezó a ser un centro de filmes comerciales en ese tiempo. Los Ángeles y otras ciudades se beneficiaron de las rutas del ferrocarril. La economía tomó una desaceleración durante la Gran Depresión. Ni la depresión pudo acabar con el crecimiento demográfico del estado, ahora alimentado por gente sin empleo.
La Segunda Guerra Mundial se convirtió en una razón para el crecimiento de la economía. En el transcurso del conflicto se encarceló a los ciudadanos de origen japonés como medida preventiva. La industria aeronáutica tomó gran importancia en California en este período. Astilleros navales fueron expandidos en Long Beach, San Diego y San Francisco.
Durante los años 1950 y 1960 el auge de la cultura residencial benefició al estado, que se convirtió en el más poblado de Estados Unidos. La venta de casas unifamiliares y el sector de servicios se convirtieron en las actividades económicas más importantes. La población del estado alcanzó los 20 millones en 1970.
California se convirtió en un centro importante para la televisión. En 1955 se inauguró el Disneyland Resort en Anaheim.
A finales de los años 1960 se había iniciado otra revolución social en el estado, la de los hippies, que tomaron a San Francisco como su capital. En 1965 hubo disturbios raciales en el sur de Los Ángeles. La Universidad de California en Berkeley se convirtió en un centro natural del movimiento en contra de la guerra de Vietnam y a favor de la libertad de expresión. En 1967 culminó el movimiento hippie con el llamado verano del amor.
La década de 1970 vio el inicio de un gran incremento de la población de origen hispano en el estado y un movimiento a favor de los derechos de los gays. Los años 80 convirtieron a California en la octava economía más grande del mundo, por arriba de la mayoría de los países europeos. Reformas legales también se produjeron durante este período.
La siguiente década solo sirvió para asentar la importancia de California como la capital del desarrollo digital, la tecnología de alto nivel y la biotecnología. Ciudades como San Francisco se convertían en centros de grandes industrias tecnológicas en el Silicon Valley. Al mismo tiempo Los Ángeles dominaba la música y el cine, y San Diego se desarrollaba como un centro farmacéutico de gran importancia. Actualmente California es considerada la sexta o séptima economía más grande del mundo.
California es la casa de Disneyland, Universal Studios, y muchos otros parques de diversión. Sus playas son muy seguidas por la gente que practica deportes extremos. La cultura californiana ha penetrado notoriamente a otros estados occidentales de Estados Unidos, creándose incluso un término, californization, que denomina dicha influencia.

### Encuestas
- Hubert Howe Bancroft. The Works of Hubert Howe Bancroft, vol 18-24, History of California to 1890; complete text online; written in the 1880s, this is the most detailed history,
- Robert W. Cherny, Richard Griswold del Castillo, and Gretchen Lemke-Santangelo. Competing Visions: A History of California (2005), new textbook
- Gutiérrez, Ramon A. and Richard J. Orsi (ed.) Contested Eden: California before the Gold Rush (1998), essays by scholars
- Carolyn Merchant, ed. Green Versus Gold: Sources In California's Environmental History (1998) readings in primary and secondary sources
- Rawls, James and Walton Bean (2003). California:  An Interpretive History. McGraw-Hill, New York, NY. ISBN 0-07-052411-4.8th edition of standard textbook
- Rice, Richard B., William A. Bullough, and Richard J. Orsi. Elusive Eden: A New History of California 3rd ed (2001), standard textbook
- Rolle, Andrew F.. California: A History 6th ed. (2003), standard textbook
- Starr, Kevin California: A History (2005), interpretive history
- Sucheng, Chan, and Spencer C. Olin, eds. Major Problems in California History (1996), primary and secondary documents

### En inglés
- Gold, Greed & Genocide Archivado el 12 de octubre de 2008 en Wayback Machine.
- "African Ancestry in California: More about Queen Califia" at the AfriGeneas: African Ancestored Genealogy official website.
- Museum of the Siskiyou Trail
- "Snakes in the Grass: Copperheads in Contra Costa?" article by William Mero at the Contra Costa County Historical Society official website.
- "Why it's called 'California' ", an excerpt from a doctoral dissertation by Craig Chalquist.
- The French in Early California. Archivado el 19 de julio de 2011 en Wayback Machine.
- The Bear Flag Museum
- Bancroft History of California Vol V. Bear Flag Revolt

- Datos: Q1818043
- Multimedia: History of California / Q1818043